# Ortodromia

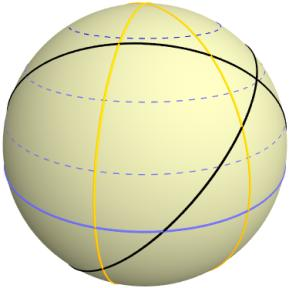
Ortodrómicas traçadas sobre uma esfera.

Ortodromia é a linha que une dois pontos à superfície da Terra, representando o caminho mais curto entre eles. Este é o sentido normalmente atribuído no âmbito da navegação marítima ou aérea. Formalmente, uma ortodromia é a deformação do círculo máximo quando plotado sobre uma representação planisférica da Terra. Já numa superfície esférica, a ortodromia cobre a seção de um  círculo máximo que divide um elipsoide de revolução em dois hemisférios. Cartograficamente é uma linha torsa, isto é, uma linha que não pode ser assente sobre um plano.

## A ortodromia e a navegação

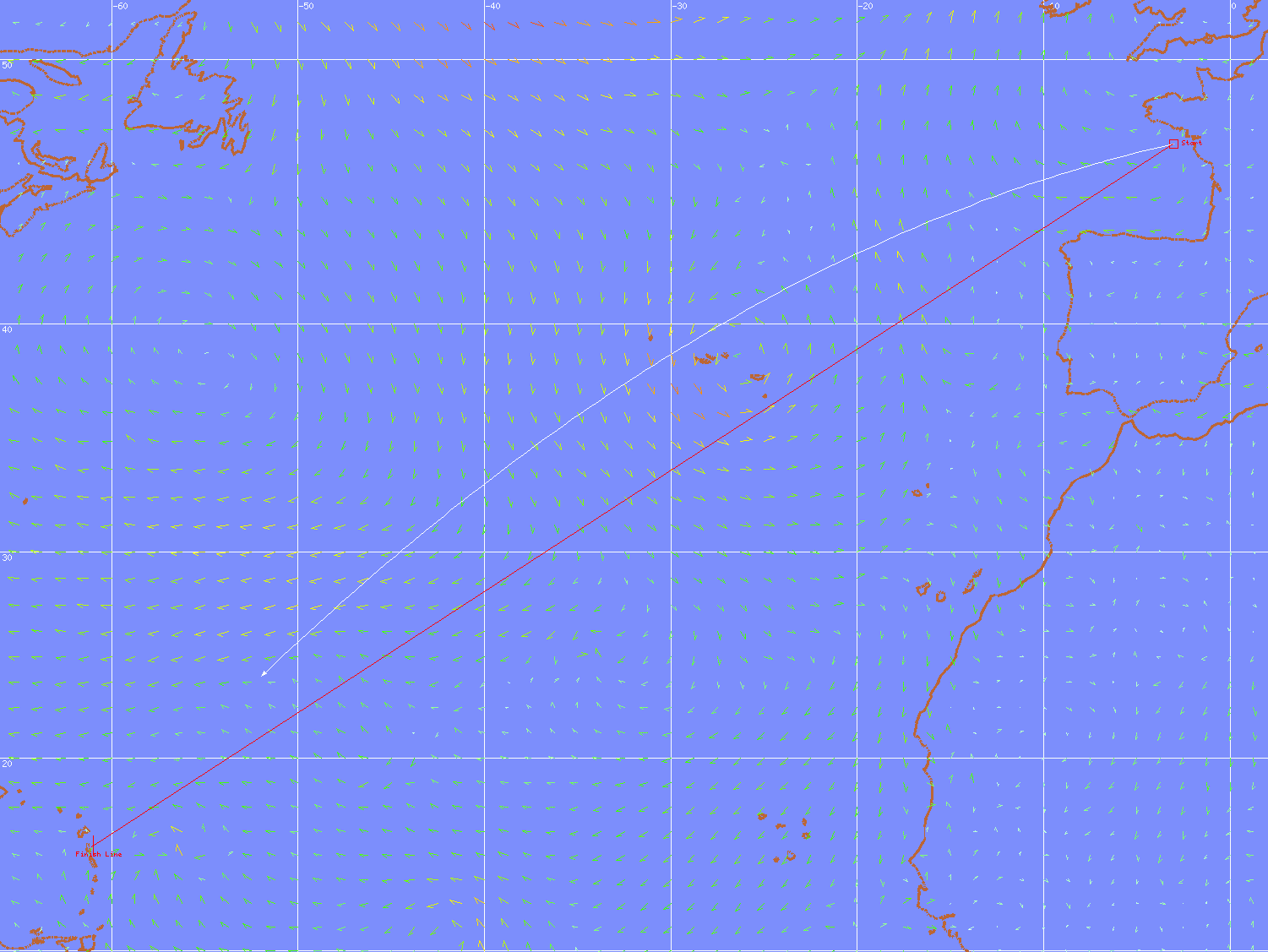
A) Ortodromia representada pela linha curva amarelaB) Loxodromia representada pela linha vermelha

Entre dois pontos quaisquer da superfície terrestre podem traçar-se dois tipos de rotas distintas: a ortodromia, que minimiza a distância entre eles; e a loxodromia, que mantém constante o rumo, isto é, o ângulo entre o caminho seguido e os meridianos. Caso os pontos estejam separados por um arco de 180º (isto é, sejam antípodas), existe uma infinidade de rotas ortodrômicas que os ligam, pelo que, esquecendo outras considerações, em qualquer direção que se partir, se a rota for mantida, chega-se igualmente ao outro ponto. A ortodromia pura tem o inconveniente de necessitar de correções constantes de rumo, já que o ângulo com cada meridiano é sempre diferente, excepto quando a viagem se faça sobre o Equador ou ao longo de um meridiano.
Em navegação marítima, a ortodromia só é utilizada em circunstâncias especiais e em trajetos muito longos, quando o fator tempo seja decisivo, o que não acontece na navegação aérea. Em qualquer dos casos, a sua aplicação prática é concretizada através de um conjunto de segmentos de loxodromia, isto é, de segmentos a rumo constante entre pontos intermédios escolhidos ao longo da rota. Outro inconveniente deste tipo de trajeto reside no facto de as ortodromias entre pontos distantes atingirem muitas vezes latitudes elevadas, onde a ocorrência de gelo e de condições atmosféricas adversas são frequentes. Nestes casos, é sempre possível optar-se por uma rota mista, constituída por dois segmentos de ortodromia, que ligam os pontos de partida e de chegada a um certo paralelo limite, e um segmento de loxodromia intermédio, ao rumo este ou oeste, ao longo desse paralelo.

## Algoritmo
Um algoritmo para calcular a distância entre dois pontos pode ser escrito dessa forma:
```
var
 
Latitude1
;

var
 
Longitude1
;

var
 
Latitude2
;

var
 
Longitude2
;

var
 
radLatitude1
 
=
 
(
Math
.
PI
 
*
 
Latitude1
)
 
/
 
180
;

var
 
radLatitude2
 
=
 
(
Math
.
PI
 
*
 
Latitude2
)
 
/
 
180
;

var
 
theta
 
=
 
Longitude1
 
-
 
Longitude2
;

var
 
radtheta
 
=
 
(
Math
.
PI
 
*
 
theta
)
 
/
 
180
;

var
 
distancia
 
=
 
Math
.
sin
(
radLatitude1
)
 
*
 
Math
.
sin
(
radLatitude2
)
 
+
 
Math
.
cos
(
radLatitude1
)
 
*
 
Math
.
cos
(
radLatitude2
)
 
*
 
Math
.
cos
(
radtheta
);

distancia
 
=
 
Math
.
acos
(
distancia
);

distancia
 
=
 
(
distancia
 
*
 
180
)
 
/
 
Math
.
PI
;

distancia
 
=
 
distancia
 
*
 
60
 
*
 
1.8531596160000001
;
 
// Distancia em Kilometros

```